# 新しい種類の科学
『新しい種類の科学』（A New Kind of Science）は、スティーブン・ウルフラムが書いたベストセラーで、2002年に出版された。この本には、セル・オートマトンなどの計算システムの経験論的でしかもシステマティックな研究が含まれている。ウルフラムはこれらのシステムを「simple programs（単純なプログラム）」と呼び、科学的な哲学と単純なプログラムの研究にふさわしいメソッドが他の科学分野でも重要であると論議する。

## 内容

### 計算とそれが意味するもの
「A New Kind of Science」 (「NKS」) の命題は2つある。1つは計算の性質は実験的に探究されなければならないということで、もう1つは、これらの実験の結果がデジタルであると考えられる自然界を理解するのに大変重要であるということである。1930年代に計算が結晶化されて以来、主に2つの考え方がこれに携わってきた。計算を使って実践的なシステムを構築しようとする工学と、計算についての定理を証明しようとする数学がそうである。しかし、1970年代に入ってもまだ、計算は数学、工学、実験的伝統の岐路に立っていると考えられていた。
ウルフラムは、計算そのものを経験論的に調べるという3つ目の考え方を導入し、まったく新しいメソッドがそれには必要だと説いている。ウルフラムによると、伝統的な数学は、彼が調べたシステムで見られる複雑性を実質的に説明するのには十分ではない。

### 単純なプログラム
ウルフラムの「new kind of science（新しい種類の科学）」は基本的には、単純で抽象的な規則、主に初等コンピュータプログラムの研究である。ほとんどどのような計算システムにおいても、最も単純なものの中に大変複雑なものを見付けることができる。これはシステムのコンポーネントとその設定の詳細にかかわらず、真であるようだ。本書で探究されるシステムには、1次元、2次元、3次元のセルラーオートマトン、 移動オートマトン、1次元と2次元の チューリングマシン、さまざまな種類の置換とネットワークシステム、原始帰納的関数、ネストした帰納的関数、 コンビネータ、タグシステム、レジスタマシン、回文数等がある。単純なシステムとは以下の条件を満たすものである。
1. その操作を単純なグラフィックスによる例示で完全に説明できる。
2. 自然言語であれば数文で完全に説明可能である。
3. プログラミング言語であれば数行のコードでコンピュータに実装できる。
4. 可能な種類の数が少なく、すべて計算することができる。

単純なプログラムは、非常に単純で抽象的なフレームワークを持っていることが一般的である。単純なセルラー・オートマトン、チューリングマシン、コンビネータはそのようなフレームワークの例であるが、より複雑なセルラー・オートマトンは必ずしも単純なプログラムではあるとは限らない。新しいフレームワークを、特に自然のシステムの操作を捉えるために、発明することも可能である。単純なプログラムが素晴らしいのは、その大きな部分において、非常に複雑なものを作成することができる点である。プログラムのほとんどどのようなクラスでも可能な種類のものを列挙するだけで、予期しないようなおもしろいことを行う例をすぐに得ることができる。このことから、「プログラムがそのように単純なのであれば、複雑なものは一体どこから来たのだろう？」という疑問が出てくる。ある意味で、プログラムの定義には、プログラムで可能なことすべてを直接コード化するだけの十分なスペースはない。このため、単純なプログラムは、創発の最小の例と見なすことができる。この現象を論理的に考えると、プログラムのルールの詳細がその動作とほとんど直接関係しないのであれば、単純なプログラムを特定の動作を行うように直接仕向けることは非常に難しいと言える。もう1つの方法としては、単純で全体的な計算フレームワークを設計してから、力まかせ探索を可能なコンポーネントすべてに対して行い、最良のマッチを見付ける方法がある。
単純なプログラムで驚くべき範囲の動作が可能である。そのうちのいくつかは、汎用コンピュータであることが分かっている。熱力学の動作、 連続体力学の動作、保存量、パーコレーション、バタフライ効果等伝統的な科学で慣れ親しんだ特性を示すものもある．それらは、交通量、物質破壊、結晶成長, 生体成長、および社会学, 地質学、生態学の様々な現象をモデル化するのに使われている。単純なプログラムのもう1つの特徴は、本書によると、これらのプログラムをより複雑なものにしても、その全体的な複雑性にはほとんど影響しないということである。「NKS」は、このことが単純なプログラムでも殆どどのような複雑系の本質を捉えるのに十分である証拠だと主張している。

### 計算世界のマッピングとマイニング
単純なルールとその時として複雑な動作を調べるには、計算のシステムとドキュメントのすべてをそれらが何を行うかについて、組織的に調べる必要があるとウルフラムは考える。ウルフラムは、このような研究が物理や化学のような、科学の新しい分野になるべきだと信じている。この分野の基本的な目標は、実験的なメソッドを使って、計算世界を理解し、特徴付けることである。
提案された科学探究の新しい分野は、様々な形式での科学的成果を許すものである。例えば、定性的な分類は計算ジャングルへの最初の進出の結果であることが多い。これに対して、特定のシステムがこの関数やあの関数を計算するという明示的な証拠も認められる。また、この分野の研究にある意味で独自である製作の形もある。例えば、別のシステム内に、奇妙な別の形式で現れる計算メカニズムの発見がそうである。
もう1つの種類の製作には、計算システムの分析のためのプログラムの作成がかかわってくる。このNKSのフレームワークでは、これらのシステム自体が簡単なプログラムであり、同じ目標やメソッドに左右される。このアイディアをさらに広げると、人間の心そのものが計算システムであり、このため、出来るだけ効率的な方法で生のデータを提供することが研究にあたって重要であると言える。ウルフラムは、プログラムとその分析は出来るだけ直接視覚化されるべきで、それは何千もの人によって徹底的に調査されるべきであると考える。この新しい分野は抽象的なルールを受け入れるので、原則として、別の科学の分野に関連する事柄についても対処することができる。しかし、一般的には、ウルフラムのアイディアは、新しいアイディアとメカニズムが計算世界（これらがもっとも明白な形で見られる場所）で発見でき、他の分野はそれらの発見の中からその分野にかかわりのあるものを選べばよいということである。

### 組織的な抽象科学
ウルフラムは、単純なプログラムを科学の一分野として提唱する一方で、その方法論が基本的にすべての科学分野に革新をもたらすとも主張する。彼の主張のもとになっているのは、単純なシステムの研究が科学で可能な最小の形式であり、これが抽象化と経験論的実験の両方に等しく基づいていることである。「NKS」で提唱される方法論のすべての面が、実験を出来るだけ直接的で、簡単に、意味あるものとするように最適化されていると同時に、実験が何か予期しないものを生み出す可能性が最大になるように仕向けられている。この方法論が計算メカニズムを最もすっきりした形で研究することを可能にするのと同じように。ウルフラムはそれを行う過程が、科学を行う過程の本質を捉え、その過程の長所と短所が直接示されると信じる。
ウルフラムは、計算世界の実態が原則的な理由により科学を困難なものにすると考える。しかし彼は、これらの実態を重要性を理解することによって、これらを自分たちの有利になるように使うことができるとも提唱する。例えば、観察から我々の理論をリバースエンジニアリングする代りに、システムを数え上げてから、それらを観察する動作にマッチさせようと試みることができる。NKSのメインテーマは、可能な空間の構造を調べるということである。ウルフラムは、科学がその場限りのものであることがあまりにも多く、これは、使用されるモデルが複雑すぎたり、伝統的な数学の限られた原始的なものと一緒に必要もないのに組織化されていたりすることが1つの原因であると感じている。ウルフラムは、変形を数え上げることができ、結果が計算・分析するのに容易であるモデルを使うことを提唱する。

### 哲学的な土台
ウルフラムは、自分の貢献が「計算は重要だ！」と宣言しただけではなく、計算が組織化する科学の原則であることを正当化するアイディアのコヒーレントシステムを提供したことにあると考える。例えば、計算の非簡約性（複雑な計算の中には簡約できないものもある）の概念が、伝統的な数理モデルに加えて、自然の計算モデルも考慮に入れなければならない究極的な理由であると、ウルフラムは提言する。同様に、本質的なランダム性の生成についての彼のアイディア（自然のシステムがカオス理論や確率的ゆらぎを使わずに、自身のランダム性を生成することができる）は、計算モデルが明示的なランダム性を含んでいる必要はないことを示唆する。
実験結果に基づいて、ウルフラムは「Principle of Computational Equivalence
（計算等価性の原則）」を開発した。この原則は、明らかに単純ではない過程の殆どすべてが等しい精巧さを持つという主張である。この曖昧な原則から、ウルフラムは様々な具体的な結論を導き出し、この結論から自分の理論の多くの部分についての考えをより強いものにする。おそらくこれらの中で最も重要なのは、何故ランダム性と複雑性が存在するのかということについての説明であろう。我々が分析するシステムはしばしば我々と同じぐらい精巧である。このため、複雑性は、例えば「熱」の概念のように、システムについての特別の性質であるとは言えず、単に計算が精巧であるシステムすべてについてのラベルであるに過ぎない。ウルフラムは、これを理解することによって、「NKS」パラダイムの「普通の科学」を可能にすると提言する。
最も深い部分で、ウルフラムは、最も重要な科学のアイディアの多くと同様に、人間が「特別」ではないことを新たに示すことによって、「計算等価性の原則」が科学をより一般的なものにすると考える。 つまり、これまで人間の知能の複雑性が我々人間を特別なものにしていると考えられてきたが、「原則」がそうではないことを示しているということである。 ある意味で、ウルフラムのアイディアの多くは、人間の心も含めた科学的な過程を、その過程の外にあるものとするのではなく、過程が調べるものと同じ世界内で行われるものとして、理解することに基づいている。

#### 計算等価性の原則
この原則は、自然界にあるシステムが最大値（「普遍」）レベルの 計算力まで計算を行うことができるというものである。殆どのシステムがこのレベルにまで到達できる。原則として、システムはコンピュータと同じものを計算する。従って、計算とは1つのシステムから別のシステムに入出力を変換することに過ぎない。その結果、殆どのシステムは計算上では等価である。そのようなシステムの例として、人間の脳の仕組みと天候システムの進化が挙げられている。 

### 応用と結果
本書には、特定の結果やアイディアが多数含まれており、それらをいくつかのテーマに分類することができる。例と応用に共通して見られるテーマの1つに、それほど複雑なものではなくても、おもしろい動作を導き出すことができ、正しい方法論でこの動作を発見することができるということである。
まず「NKS」では、その作成時点において、特定の性質を持つあるクラスで最も単純なシステムとして知られていたものをいくつか紹介している。その中には、複雑性を導き出す最初の原始帰納的関数、最小の普遍的なチューリングマシン、命題論理の最短の公理の例が含まれる。同じようにウルフラムは、伝統的な科学ではお馴染みの相転移、保存量と連続体挙動、熱力学などの現象を示す多数の単純なプログラムの例も挙げている。このテーマに当てはまる応用例として、貝の成長、液体乱流、葉序などの自然界における単純な計算モデルも含まれている。
よく見られるもう1つのテーマに、計算世界を全体として捉える事実を使って、総体的な方法で分野について理論づけるということがある。例えばウルフラムは、計算世界についての事実がいかに、進化論、地球外知的生命体探査、自由意志、計算複雑性理論、および存在論、認識論、ポストモダニズムなどの哲学分野について教えてくれるかについて論議している。
ウルフラムは、計算の非簡約性の理論が名目上は決定論的である世界における自由意志の存在に対する解決方法を提供するかもしれないと提言する。彼は、自由意志を持つ生き物の脳における計算過程が実際には複雑すぎて、計算の非簡約性のせいで、より単純な計算において捉えることができないと仮定する。このため、過程は正に決定論的ではあるが、生き物の意志は、原則として実験を行い、生き物に行使させることでしか見極められない。
本書には、特定のオートマトンが何を計算するか、あるいはその性質が何であるかについて、いくつかの分析メソッドを使った実験的および解析的な個々の結果も多数含む。
特定の技術的結果の新しいものが１つ本書には含まれている。これは、ルール110セルラーオートマトンのチューリング完全についての記述である。Rule 110は非常に小さいチューリングマシンによってシミュレートすることができ、そのような2、5万能チューリングマシンが与えられる。ウルフラムは、特定の2、3チューリングマシンが万能であるとも推測する。2007年には、本書出版の5周年記念として、(2, 3)マシンの万能性を証明した人に$25,000の賞金が送られた。

## NKSサマースクール
毎年ウルフラムと何人かの講師が一緒にサマースクールを開いている。2003年から2006年にかけての最初の4回のサマースクールは、ブラウン大学で開催された。その後サマースクールは、イタリアのピサにあるCNR（イタリア国立研究機関）のIstituto di Scienza e Tecnologie dell’Informazioneで開かれた2009年を除いて、毎年 バーモント大学で開催され、2011年からはマサチューセッツ州で開かれている。これまでに200人以上の人がサマースクールに参加し、参加者の中には、3週間の研究プロジェクトを修士課程や博士課程で卒業論文として継続して行った人たちもいる。また、サマースクールでの研究を論文として出版した人たちもいる。

## 反応
「NKS」は科学の本としてメディアから広く注目を集め、ニューヨーク・タイムズ、ニューズウィーク、Wired、エコノミストなどに記事が掲載された。本書はベストセラーとなり、様々な科学の学術論文雑誌で論評された。そしてこれらの論評からいくつかのテーマが現れた。科学者の中には、謙虚さや独創性に欠けていると本書を批判した人もいれば、貴重な洞察と斬新なアイディアが得られると評した人もいた。近年では、ウルフラムは一連のブログの中で批判に答えている。その中には、本書出版からの10年間に本書が引用された数とその種類を分析したものもある。

### 科学哲学
「NKS」で提案されているのは、システムが単純であればあるほど、その変形したものがさまざまな種類のより複雑なコンテキストで繰り返される可能性が高くなるということである。このため「NKS」では、組織的に単純なプログラムを探究することによって、再利用できる知識に到達すると論議する。しかし多くの科学者たちは、すべてのパラメータの中でその一部だけが実際に起るものだと考える。例えば、方程式を形作る記号の可能な置換の殆どは基本的に意味をなさない。また、単純なシステムがすべてのシステムを何らかの形で表しているという「NKS」の意見に対して反対する人もいる。

### 方法論
「NKS」の批判としてよく挙がるのが、これまでの科学的方法に従っていないということである。「NKS」は厳密な数学的定義を設定することも、定理を証明することもない。殆どの公式と方程式は、標準表記ではなくマセマティカで書かれている。同様に、「NKS」は、殆どの情報がはっきりした意味のない絵によって伝えられ、視覚に頼っていることについても批判を受けている。また、複雑性の分野における新しい研究を使っていないこと、特に厳密な数学的な局面から複雑性を研究していないことについても批判されている。カオス理論を正しく表していないという意見もある。

### ユーティリティ
「NKS」は、科学的研究にすぐに応用できるような特定の結果を提供していない。また、単純なプログラムの研究は物理的な世界とあまり関係がないので、意味がそれほどないという意見も聞かれる。スティーヴン・ワインバーグは、ウルフラムのメソッドで十分に説明できる実世界のシステムは存在しないと指摘する。

### 計算等価性の原則(PCE)
PCEは、曖昧で数学的ではない、また直接確かめられる予測を立てていないということで批判を受けている。また、計算の精巧さレベル間の細かい区別を求めるべき数学的論理と計算複雑性理論の研究精神に逆らっている、そして異なる種類の普遍性特性を誤った形で融合している、という意見もある。さらにレイ・カーツワイルらは、本書がハードウェアとソフトウェアの区別を無視していると指摘する。つまり、2つのコンピュータは同じパワーを持つかもしれないが、だからと言って、実行される2つのプログラムも等しいということにはならないという議論である。チャーチ＝チューリングのテーゼの名前を変えただけだとする人もいる 。

### 基本定理（「NKS」第9章）
物理学の基本定理に対する方向についてのウルフラムの意見は、曖昧で古いという批判を受けている。マサチューセッツ工科大学の電気工学・コンピュータサイエンス助教であるスコット・アーロンソンは、ウルフラムのメソッドが, 特殊相対性理論とベル定理の違反とは適合しないので、 ベルの実験の結果を説明することが出来ないと指摘する。
エドワード・フレドキンとコンラート・ツーゼは、計算可能な世界についてのアイディアの先駆者である。ツーゼは、著作の中で、世界がいかにセルラーオートマトンのようなものであるかについて触れ、フレドキンは、Saltと呼ばれるおもちゃのモデルを使ってこのアイディアをさらに発展させた。「NKS」はこれらのアイディアを自分のものとして紹介しているという指摘がなされている。
ユルゲン・シュミットフーバーは、チューリングマシンで計算可能な物理学についての自分の功績、つまりチューリングで計算可能な世界の可能なものを列挙する自分のアイディアが帰属なしに盗まれたと非難している。 
2002年に「NKS」の論評の中で、ノーベル物理学者スティーヴン・ワインバーグは、「ウルフラムは昔、素粒子物理学者であったので、デジタルコンピュータプログラムにおける自分の経験を自然の法則に応用せずにはいられないのだと思う。このことが、自然が連続的ではなく離散的であるという考え方（リチャード・ファインマンも1981年に論文の中でこれを考慮した）に彼を導いたのだろう。ウルフラムは、セルラーオートマトンのセルのように、宇宙が孤立した点の集合からなるもので、時間でさえも離散的なステップで流れると提案している。エドワード・フレドキンのアイディアをもとに、ウルフラムは宇宙自体が巨大コンピュータのようにオートマトンであると結論づける。これは可能であるが、ウルフラムたちがコンピュータを使って慣れ親しんでいるようなシステムであるということ以外には、これらの推論に私は意味を見出すことはできない。これは、大工が月を見て、木でできていると推論するようなものだ」と書いている。
ヘーラルト・トホーフトによると、ボゾン弦理論と超弦理論はどちらも、格子の長さが{\displaystyle 2\pi {\sqrt {\alpha '}}}である時空の格子で定義される，状態の特別な基盤について再公式化することができる。この格子についての進化方程式は古典的なものであり、これが超弦理論をセルラーオートマトンで解釈することを可能にしている。

### 自然淘汰
自然淘汰が生物学における複雑性の根本的要因ではないとウルフラムが主張したことから、ウルフラムは進化論を理解していないと言う人もいる。

### 独創性とセルフイメージ
「NKS」は、独創性と重要性に欠けており、新しい種類の科学というタイトルとその論議は正当化できないとして、激しい批判を受けている。
「NKS」が数多くの例や論拠を提示する権威的な態度も、それぞれのアイディアがウルフラム独自のものであるかのように読者に思わせるとして非難されている。特に、本書で提示される最も実質的な新しいテクニカルな結果の1つに、ルール110のセルラーオートマトンがチューリング完全であるというものがあるが、これはウルフラムではなく、彼の研究助手であったマシュー・クックが証明したものである。本書の最後の注釈セクションに、他の科学者によってなされた発見の多くについて、歴史的事実とともにその科学者の名前が記載されているが、通常の文献セクションにはこの記載がない。これは一般的に、科学文献としては不十分であると見なされる。
さらに、非常に単純なルールがしばしばかなりの複雑性を導き出すというアイディアは、すでに科学、特にカオス理論と複雑系科学において、実証されたアイディアであると指摘されている。コンピュータシミュレーションの使用は曖昧であり、パラダイムシフトを始めたというよりも、「NKS」はすでに着手されていたパラダイムシフトを正当化したに過ぎないという人もいる。ウルフラムの「NKS」は、このシフトをはっきりと記述した本の1つであると言えるかもしれない。